# 十面埋伏 (2004年电影)
《十面埋伏》（英語：House of Flying Daggers）是一部2004年张艺谋导演的香港和中國大陸合拍電影，程小东任动作指导，由劉德華、章子怡和金城武主演。该片是继2002年的《英雄》之後，张艺谋执导的第二部武俠片。2004年5月作为展映片在第57届戛纳电影节全球首映，7月16日中国公映。

## 剧情
唐代大中十三年（公元859年），皇帝昏庸、朝政腐敗，民间出现不少反官府的组织，其中以总部位于长安近郊奉天县的飞刀门势力最大，朝廷深以为患，朝廷与飞刀门的战斗已持续多年。飞刀门帮主柳云飞在一场战斗中牺牲，但在新任帮主领导之下，飞刀门的势力更大。
奉天县两大捕头刘捕头和金捕头奉命于十日之内，要将「飞刀门」新帮主缉拿归案。县里新开了一家歌舞妓院“牡丹坊”，新来的头牌身份可疑，刘捕头让金捕头去牡丹坊查探一下。伪装成风流贵公子的金到牡丹坊看头牌小妹表演，没想到她是个盲人，金在酒后侵犯小妹之时，被赶来的刘制止。刘要抓金和小妹回衙门被老鸨劝阻，因刘不信小妹盲人身份，提出要以“仙人指路”试试小妹的身手，即刘以弹子击鼓后让小妹听音辨声用衣袖击鼓。小妹的表现令他很满意，后来她却用金留下的一把剑袭击刘并大骂官府之人，终因不敌刘的身手而被擒获。官兵还从小妹住处搜获到数把飞刀，刘就逼问她飞刀门新帮主的下落，金（并未现身在小妹面前）对刘说她可能就是前任帮主柳云飞的盲女儿。两人设计让金伪装成侠客劫狱救出小妹，好在护送她的途中追查到飞刀门的秘密据点和新帮主。
小妹被救出后与金一起骑马逃跑，金称自己是随风大侠很敬佩柳云飞，他已经喜欢上了柳云飞之女的小妹。奉天衙门几个追兵袭击小妹，被金用弓箭所阻，几个官兵假死欺骗小妹；之后金还挖洞为她沐浴之用并偷看其洗澡，小妹沐浴后穿上了金给她的男装，金亲吻她时被阻，因为她嫌他太过风流。金找刘碰头时刘提醒金不要对她动真情否则会误了大事。金与小妹一路向北逃亡，并再次遇到了追兵，这次金被迫杀死几名不肯退去的官兵，后来遭受攻击的两人被人（刘捕头）所救，小妹称她感受到金的真心并让金离开但金没同意。金再次跟刘碰面时刘称刚才的盾牌兵他无法阻止，因为他们是州府总捕大人派来抓捕她的，而为了引飞刀门现身，还有一批追兵会赶来。先行的小妹在竹林中第三次遇到追兵杀至，从后面赶到的金又出手相救，终因官兵人多而被竹棍所困，此时牡丹坊老鸨带领众人救了二人，原来老鸨是飞刀门的大姐。大姐称要将小妹许配给金，不过很快金被绑了起来，被俘的刘捕头也被带了进来，此时被捕的两位捕头发现小妹不是盲人，自然也不是柳云飞之女。
刘捕头被大姐下令拉出去杀掉，之后获释，原来他也是飞刀门之人，三年前在柳帮主的要求下进入官府做内应。而刘原本与小妹是一对恋人，一路上看到小妹与金在一起令刘很不好受。此时小妹现身，刘蒙眼与其比试飞刀绝技并吐露相思之情。刘亲吻小妹时被阻，刘称她与金的相好只是逢场作戏，在刘继续强吻她时真正的大姐现身用飞刀阻止，大姐还说禁止他主动拔掉后肩所中之飞刀。
大姐命令小妹杀掉金，结果已动真情的她放走了对方，两人在花海中激情缠绵之后她让金骑马逃走，之后忍不住又骑马去追金，结果小妹腹部突然中了刘的飞刀而坠马。刘称她可以不爱他但是却不能跟金走，跟金走就要死，她说自己想过风一般的日子。骑在马上的金迟迟等不到小妹就又返回去找她，发现她被刘所伤，就对刘说已猜到你是飞刀门之人，并质问刘为何爱她却要害她，刘称这样的结局是金造成的；刘金二人持刀厮杀打了多个回合各有所伤，后来天降大雪，就在刘想要拔出肩上的飞刀对付金时，此时小妹突然站了起来想用自己身上所中的飞刀阻止刘，金为了她的安危着想不让她拔刀。最后刘假意拔刀袭击金，但她却真拔刀想阻止刘的飞刀以致很快身亡，金抱着她的尸体悲痛万分，刘绝望地踉跄着孤身离去。

## 角色
| 演員                          | 角色     | 介紹                       |
| 金城武 （粵語配音：王祖藍）   | 金捕头   | 风流浪子                   |
| 劉德華                        | 劉捕头   | 飛刀門混入县衙的卧底       |
| 章子怡                        | 歌妓小妹 | 假扮飛刀門前幫主柳雲飛之女 |
| 梅艳芳（前期）/宋丹丹（后期） | 老鴇     | 飛刀門中假扮大姐之人       |

## 制作
2003年9月11日开拍。主要拍摄地包括乌克兰利沃夫与克索沃国家森林公园、北京和重庆永川。精彩的竹林武打场面是在永川的著名景点——茶山竹海拍的，而片中最后刘金两人的打斗戏份是在乌克兰拍摄的。
2004年1月14日于北京电影制片厂正式关机。后期工作在澳大利亚制作完成。
梅艷芳辭演
梅艷芳生前曾獲張藝謀邀請參演《十面埋伏》，後來因為患子宮頸癌病重，加上朋友和醫生極力勸喻，最終辭演。为了表达剧组的惋惜和悼念梅艳芳，导演张艺谋最终决定临时修改剧本，将大姐一角永远留给梅艳芳，而电影片尾序幕亦打出“谨以此片缅怀梅艳芳女士”的字幕，后该角色由宋丹丹代替出演。

### 主创团队
- 監製：江志強、張藝謀、張偉平
- 動作設計：程小東
- 製片：張震燕
- 錄音：陶經
- 美術：霍廷霄、韓忠
- 燈光：紀建民、王立紅
- 化妝：關莉娜、楊曉海
- 故事：李馮、張藝謀、王斌
- 道具：朱明、侯毅
- 攝影：趙小丁
- 特別視效：Animal Logic Film
- 舞蹈指導：張建民
- 剪接：程瓏
- 服裝：和田惠美、黃寶榮[7]
- 混音：羅渣沙維治
- 副導演：常曉陽、蒲倫、付璐璐
- 髮型：仇小梅
- 配樂：梅林茂
- 助理指導：李才

## 原聲大碟
1. Opening Title
2. 佳人曲 - 章子怡演唱
3. The Echo Game
4. The Peonyhouse
5. Battle In The Forest
6. Taking Her Hand
7. Leos Eyes
8. Lvers-Flower Garden-
9. No Way Out
10. Lovers-Erfu Solo-
11. Farewell-1
12. Bamboo Forest
13. 十面埋伏
14. Leos Theme
15. Mei And Leo
16. The House Of Flying Daggers
17. Lovers-Mmei And Jin-
18. Farewell-2
19. Until The End
20. Title Song“Lovers”─Kathleen Battle演唱

## 评价
2004年5月亮相戛纳国际电影节获得了热烈的反响，观众看完后起立鼓掌达20分钟之久。
在中国，一般影評家對此片的評價毁誉参半。不过该片在欧美等国上映后大多评价甚高，跟当年对《英雄》的评价情况类似：在中国争议严重，在西方则普遍获得赞美之声，海外票房也很可观。电影获得了美国影评人的广泛称赞，在影评网站Metacritic上获得平均89分的高分，Metacritic把它列为2004年度好评排行第六的电影。而在烂番茄上根據171條評論，有88%的好评度，平均分數7.7/10，網站影評家共識評論稱「電影的視覺效果彌補了薄弱的故事」。
2005年美国《时代周刊》评选2004年全球十佳电影，将《英雄》和《十面埋伏》并列为第一名。

## 票房
中国大陆票房为1.54亿人民币，次于《功夫》位居2004年度中国票房第二位。香港票房1500多万港币位列年度华语片第九位。
2004年12月3日在北美15家影院上映，首周获得US$397,472（平均每厅收获US$26,498），总共在北美收获US$11,050,094，是2004年北美票房第三高的外语片；北美以外地区收获US$81,751,003，全球总票房为US$92,801,097。
台灣方面，最終票房$3540萬（臺北市票房）。

## 奖项
| 頒獎典禮                                           | 獎項               | 名字                                                     | 結果 |
| -------------------------------------------------- | ------------------ | -------------------------------------------------------- | ---- |
| 波士顿影评人协会奖                                 | 最佳导演           | 张艺谋                                                   | 獲獎 |
| 波士顿影评人协会奖                                 | 最佳外语片         |                                                          | 獲獎 |
| 波士顿影评人协会奖                                 | 最佳摄影           | 赵小丁                                                   | 獲獎 |
| 洛杉矶影评人协会奖                                 | 最佳外语片         |                                                          | 獲獎 |
| Motion Picture Sound Editors                       | 外语片最佳音效剪辑 |                                                          | 獲獎 |
| 国家评论协会奖                                     | 杰出美术指导       |                                                          | 獲獎 |
| 国家影评人协会奖                                   | 最佳导演           | 张艺谋                                                   | 獲獎 |
| 国家影评人协会奖                                   | 最佳摄影           | 赵小丁                                                   | 獲獎 |
| 卫星奖                                             | 最佳摄影           | 赵小丁                                                   | 獲獎 |
| 卫星奖                                             | 最佳视觉效果       |                                                          | 獲獎 |
| 第11届华表奖                                       | 优秀女演员         | 章子怡                                                   | 獲獎 |
| 第11届华表奖                                       | 优秀故事片技术奖   |                                                          | 獲獎 |
| 第24届香港电影金像奖                               | 最佳亚洲电影       |                                                          | 提名 |
| 第77届奥斯卡金像奖                                 | 最佳摄影           | 赵小丁                                                   | 提名 |
| Academy of Science Fiction, Fantasy & Horror Films | 最佳导演           | 张艺谋                                                   | 提名 |
| Academy of Science Fiction, Fantasy & Horror Films | 最佳女主角         | 章子怡                                                   | 提名 |
| Academy of Science Fiction, Fantasy & Horror Films | 最佳作曲           | Emi Wada                                                 | 提名 |
| Academy of Science Fiction, Fantasy & Horror Films | 最佳奇幻电影       |                                                          | 提名 |
| 第58届英国电影学院奖                               | 最佳外语片         |                                                          | 提名 |
| 第58届英国电影学院奖                               | 最佳女主角         | 章子怡                                                   | 提名 |
| 第58届英国电影学院奖                               | 最佳视觉特效       | Angie Lam, Andy Brown, Kirsty Millar & Luke Hetherington | 提名 |
| 第58届英国电影学院奖                               | 最佳摄影           | 赵小丁                                                   | 提名 |
| 第58届英国电影学院奖                               | 最佳作曲           | Emi Wada                                                 | 提名 |
| 第58届英国电影学院奖                               | 最佳剪辑           | Long Cheng                                               | 提名 |
| 第58届英国电影学院奖                               | 最佳化妆           | Lee-na Kwan, Xiaohai Yang & Siu-Mui Chau                 | 提名 |
| 第58届英国电影学院奖                               | 最佳美术指导       | 霍廷霄                                                   | 提名 |
| 第58届英国电影学院奖                               | 最佳音效           | 陶经 & Roger Savage                                      | 提名 |
| 伦敦影评人协会奖                                   | 年度电影           |                                                          | 提名 |
| 伦敦影评人协会奖                                   | 年度电影导演       | 张艺谋                                                   | 提名 |
| 伦敦影评人协会奖                                   | 年度外语片         |                                                          | 提名 |
| 卫星奖                                             | 最佳艺术指导       | Zhong Han                                                | 提名 |
| 卫星奖                                             | 最佳作曲           | Emi Wada                                                 | 提名 |
| 卫星奖                                             | 最佳剪辑           | 程瓏                                                     | 提名 |
| 卫星奖                                             | 最佳外语动作片     |                                                          | 提名 |
| 卫星奖                                             | 最佳音效剪辑       | 陶经                                                     | 提名 |
| 广播影评人协会奖                                   | 最佳外语片         |                                                          | 提名 |
| 在线影评人协会奖                                   | 最佳摄影           | 赵小丁                                                   | 提名 |
| 在线影评人协会奖                                   | 最佳剪辑           | 程瓏                                                     | 提名 |
| 在线影评人协会奖                                   | 最佳外语片(中国)   |                                                          | 提名 |
| 欧洲电影奖                                         | 最佳非欧洲电影     |                                                          | 提名 |